# Ford Pinto
El Ford Pinto fue el primer automóvil subcompacto fabricado y comercializado por Ford en América del Norte desde los años 1971 a 1980.
Se comercializó en tres estilos de carrocería durante su producción: un sedán fastback de dos puertas con maletero, un hatchback de tres puertas y un familiar de dos puertas. Mercury ofreció versiones rebautizadas del Pinto como Mercury Bobcat de 1975 a 1980 (1974–1980 en Canadá). Se produjeron más de tres millones de unidades del Pinto durante su ciclo de producción de diez años, superando los totales combinados de sus rivales nacionales, el Chevrolet Vega y el AMC Gremlin. El Pinto y el Mercury Bobcat se produjeron en la factoría Edison Assembly de Edison (Nueva Jersey), en St. Thomas Assembly en Southwold (Ontario) y en San Jose Assembly en Milpitas (California).
Desde la década de 1970, la reputación de seguridad del Pinto generó varias controversias. El diseño de su depósito de combustible atrajo la atención de los medios y del gobierno después de que ocurrieran varios incendios mortales relacionados con su rotura en impactos por detrás. Un análisis posterior de la seguridad general del Pinto sugirió que era comparable a la de otros coches subcompactos de la década de 1970. Los problemas de seguridad que rodean al Pinto y la respuesta posterior de Ford se han citado ampliamente como un estudio de caso ética de los negocios y sentencias ligadas a la responsabilidad civil del fabricante de un producto.

## Contexto

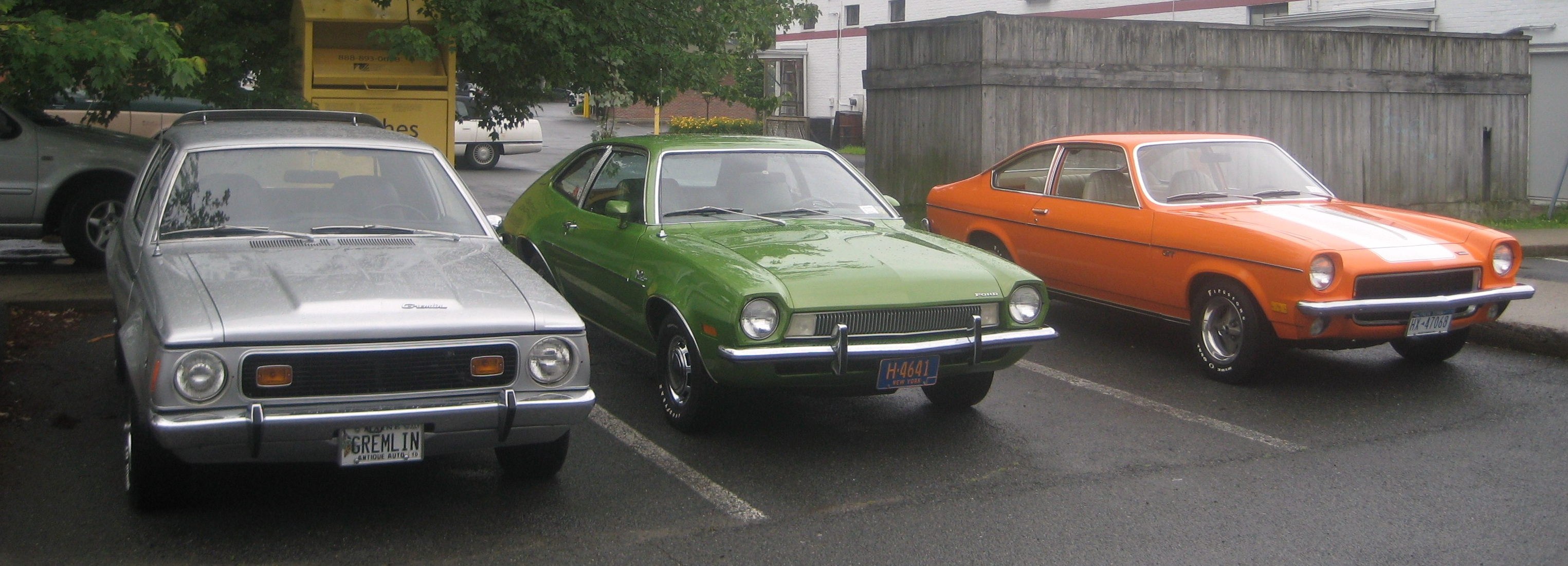
Subcompactos estadounidenses de primera generación, de izquierda a derecha: AMC Gremlin, Ford Pinto, Chevrolet Vega

En un primer momento, los fabricantes de coches estadounidenses intentaron contrarrestar las cada vez más voluminosas importaciones de vehículos europeos como el Volkswagen Escarabajo, lanzando automóviles compactos, incluidos los Ford Falcon, Ford Maverick, Chevrolet Corvair y Plymouth Valiant, aunque estos automóviles presentaban motores de seis cilindros y comprendían una clase de vehículos más grande. A medida que la popularidad de las importaciones japonesas de coches todavía más pequeños como los Toyota Corolla y los Datsun 510 aumentó en la década de 1960, Ford respondió presentando el Cortina (diseñado por Ford Europa). Los fabricantes de automóviles estadounidenses introdujeron sus propios subcompactos, encabezado por el AMC Gremlin que llegó seis meses antes que el Pinto, y el Chevrolet Vega, presentado un día antes que el Pinto.
Con una denominación tomada del nombre de un caballo pío o pinto, el Ford Pinto se presentó el 11 de septiembre de 1970. Era una plataforma completamente nueva, pero utilizaba un tren motriz procedente del Ford Escort desarrollado en Europa. El propio presidente de Ford, Henry Ford II, compró un Runabout (con carrocería hatchback) de 1971 para usarlo como uno de sus coches personales.

## Historia
Se lanzó en 1971 en Estados Unidos para competir en el mercado de ese país contra los automóviles importados pequeños, y fue un resonante éxito comercial. En 1980 fue reemplazado por el Ford Escort.
Entre 1972 y 1979 se vendió también en Panamá.

### Fallos de seguridad
El Ford Pinto, diseñado en muy poco tiempo y con criterios de economía muy estrictos, tenía dos defectos de seguridad pasiva: 
- El depósito de combustible estaba por detrás del eje trasero, por lo que el coche explotaba con mucha facilidad en caso de colisión. Este defecto de diseño era compartido por otros vehículos Ford. Esto fue ilustrado en forma satírica por la película Top Secret! en una memorable escena.[9]
- La carrocería era muy endeble, en caso de colisión por alcance el coche se deformaba y las puertas quedaban bloqueadas, atrapando a sus ocupantes en un coche en llamas.

La compañía conoció de manera anticipada los problemas de seguridad y evaluó que resolver los fallos era más caro que pagar indemnizaciones por las muertes que se producirían en casos de accidentes, y eso suponiendo que haya demandas. Por esta razón se decidió mantener el automóvil con los fallos.

## Cita sobre el Ford Pinto
Solo en el primer año se vendieron más de cuatrocientas mil unidades. Esto convirtió al Ford  Pinto en un exitazo enorme, al nivel de los Falcon y los Mustang. El Pinto tenía dos defectos. El primero, que el depósito de gasolina estaba ubicado detrás del eje, de manera que si se producía un choque fuerte desde atrás existía la posibilidad de que el vehículo se incendiara. No era el único coche que presentaba ese fallo. En aquel entonces todos los automóviles pequeños tenían el depósito de gasolina en la misma ubicación. Y, también, todos los utilitarios sufrían de vez en cuando un aparatoso accidente que acababa con el vehículo envuelto en llamas.
Lee Iacocca